# Avenhorn
Avenhorn  (dial.: Avehorre) è un villaggio di circa 3.900 abitanti  del nord-ovest dei Paesi Bassi, facente parte della provincia dell'Olanda Settentrionale e situato nella regione della Frisia Occidentale.. Dal punto di vista amministrativo, si tratta di un ex-comune, incluso dapprima (dal 1979) nel comune di Wester Koggenland  e in seguito (dal 2007) nella nuova municipalità di Koggenland , di cui è il capoluogo assieme alla vicina De Goorn.

## Geografia fisica

### Collocazione
Avenhorn si trova nella parte sud-occidentale della Frisia Occidentale, tra le località di Heerhugowaard e Hoorn (rispettivamente ad est/sud-est della prima e ad ovest/sud-ovest della seconda), a circa 8 km a nord/nord-ovest di Oosthuizen.

## Società

### Evoluzione demografica
La popolazione di Avenhorn è di 3.920 abitanti (ovvero circa il 20% della popolazione totale del comune di Koggenland) ed è in gran parte (29%) costituita da persone comprese in una fascia d'età tra i 45 e i 65 anni.

## Stemma
Neloo stemma di Avenhorn è raffigurato un cavallerizzo in sella ad un cavallo. Le origini e il significato di questo stemma sono ignote.

## Monumenti
Tra i monumenti principali di Avenhorn, figura la Chiesa protestante (Hervormde Kerk), risalente al 1642.